# Willer
Willer là một xã trong tỉnh Haut-Rhin, vùng Grand Est ở đông bắc Pháp. Xã này có diện tích 6,21 km², dân số năm 1999 là 330 người. Khu vực này có độ cao 352 mét trên mực nước biển.